# Лав Аллотей
Саму Паппо Аллотей на прізвисько Лав (англ. Sumoo Pappoe «Love» Allotey; 16 грудня 1936) — ганський професійний боксер-легковаговик.

## Боксерська кар'єра
На професійному ринзі дебютував 1 листопада 1957 року, всього провів 64 поєдинки, у 40 з них святкував перемогу.
6 червня 1959 року завоював вакантний титул чемпіона Гани у напівлегкій вазі, перемігши Джо Тетте.
У 1962 році, як претендент, змагався за титул чемпіона Британської імперії у напівлегкій вазі, але поступився Флойду Робертсону. Наступного року змагався за пояси чемпіона світу у другій напівлегкій вазі за версіями WBC і WBA, але поступився філіппінцю Габріелю Елорде.
7 жовтня 1967 року виборов вакантний пояс чемпіона Британської імперії у легкій вазі, перемігши ямайця Банні Гранта. У липні наступного року не зміг захистити свій титул, поступившись ямайцю Персі Гейлзу.